# 歐陽塾
歐陽塾（？年—1554年），字崇儒，号横溪，江西泰和县人，明朝政治人物。欧阳德弟。

## 生平
嘉靖四年（1525年）乙酉科江西鄉試第三名舉人，五年（1526年）联登丙戌科二甲七十名進士，累官南京太常寺少卿，嘉靖二十年二月升南京通政司右通政，晉应天府府尹，二十五年四月因病乞求回籍調理。嘉靖三十年（1551年）起升南京工部右侍郎。嘉靖三十三年（1554年）卒，贈都察院右都御史，朝廷賜祭葬。子欧阳铣，以蔭補國子生。